# Le Grez
Le Grez – miejscowość i gmina we Francji, w regionie Kraj Loary, w departamencie Sarthe.
Według danych na rok 1990 gminę zamieszkiwało 420 osób, a gęstość zaludnienia wynosiła 56 osób/km² (wśród 1504 gmin Kraju Loary Le Grez plasuje się na 893. miejscu pod względem liczby ludności, natomiast pod względem powierzchni na miejscu 1105.).